# Qareh Kowshan
Qareh Kowshan (persiska: قره کوشن, Qarah Kūshan) är en ort i Iran.   Den ligger i provinsen Östazarbaijan, i den nordvästra delen av landet, 500 km nordväst om huvudstaden Teheran. Qareh Kowshan ligger 2 044 meter över havet och antalet invånare är 844.
Terrängen runt Qareh Kowshan är huvudsakligen kuperad, men den allra närmaste omgivningen är platt. Terrängen runt Qareh Kowshan sluttar österut. Runt Qareh Kowshan är det ganska glesbefolkat, med 22 invånare per kvadratkilometer. Närmaste större samhälle är Bostānābād, 17,1 km nordost om Qareh Kowshan. Trakten runt Qareh Kowshan består i huvudsak av gräsmarker.